# Copertino
Copertino is een gemeente in de Italiaanse provincie Lecce (regio Apulië) en telt 24.380 inwoners (31-12-2013).

## Demografie
Het aantal inwoners van Copertino steeg in de periode 1991-2013 met 3,9% volgens ISTAT.
| Jaar | Inwoneraantal |
| ---- | ------------- |
| 1991 | 23.475        |
| 2001 | 22.294        |
| 2011 | 24.500        |
| 2013 | 24.380        |

### Bekende (ex-)inwoners
- Giuseppe Maria Desa, kloosterling, later heilig verklaard en bekend als Jozef van Cupertino;
- Salvatore Antonio Nobile, voetballer;
- Adriano Pappalardo, zanger en acteur;
- Antonio Prete, schrijver;
- Giuliano Sangiorgi, zanger/liedschrijver van Negramaro;
- Gianserio Strafella, schilder in de zestiende eeuw;
- Stefano Trinchera, voetballer;
- Beatrice Rana, concertpianiste

## Geografie
De gemeente ligt op ongeveer 34 m boven zeeniveau.
Copertino grenst aan de volgende gemeenten: Arnesano, Carmiano, Galatina, Lequile, Leverano, Monteroni di Lecce, Nardò, San Pietro in Lama.

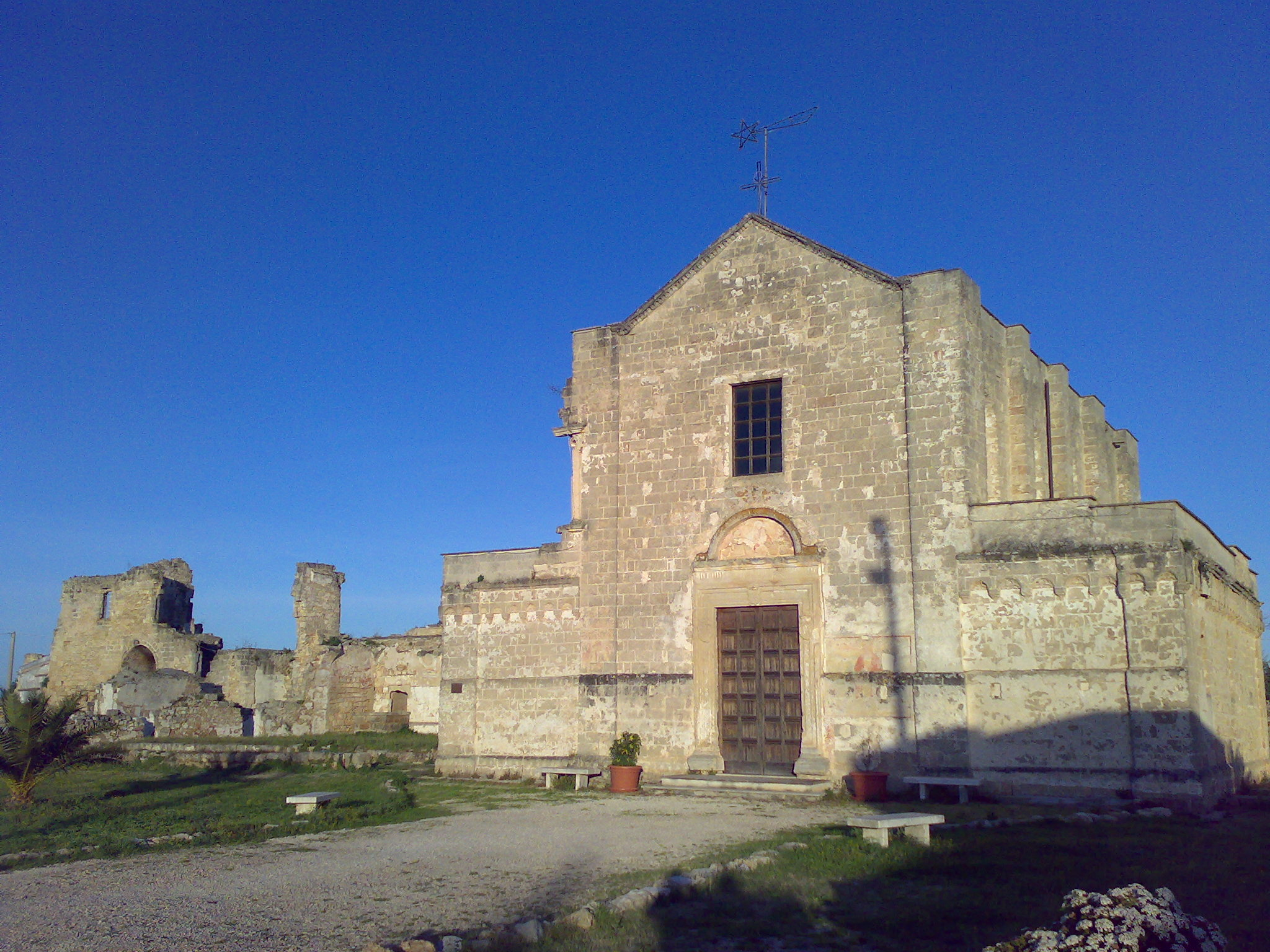
Kerk van de heilige Maria van Casole Copertino